# Columbus Day (film)
Pour plus de détails, voir Fiche technique et Distribution.
Columbus Day ou Le Dernier coup au Québec est un thriller américain réalisé par Charles Burmeister, sorti en 2008.

## Synopsis
John Cologne est un voleur séparé de sa femme. Avant de raccrocher définitivement et de s'exiler en Flore, il rompt avec sa petite amie et tente de se réconcilier avec son ex-femme. Il cherche à comprendre ce qui a raté dans son dernier casse, qui aurait dû être le plus grand coup de sa vie. 

## Fiche technique
- Titre : Columbus Day
- Réalisation et scénario : Charles Burmeister
- Photographie : Julio Macat
- Montage : Jake Pushinsky
- Musique : Michael A. Levine
- Production : Evan Astrowsky, Bert Marcus, Eric Amadio, Simon Fawcett, Jonathan Yudis, Donald Kushner, Dana Brunetti, Ewa Jakubas, Val Kilmer, Fred Roos et Kevin Spacey
- Société(s) de distribution : Omega Enterntainement et New Century Arts
- Pays d'origine :  États-Unis
- Langue : anglais
- Genre : thriller
- Durée : 90 minutes
- Dates de sortie : 
  -  États-Unis : 24 mars 2009 (DVD)
  -  France : 15 mars 2011 (DVD)

## Distribution
- Val Kilmer : John Cologne
- Marg Helgenberger : Alice
- Bobb'e J. Thompson : Antoine
- Ivana Milicevic : Cheryl
- Ashley Johnson : Alana
- Wilmer Valderrama : Max
- Michael Muhney : Détective Daniels
- Shelley Malil : Babul
- Richard Edson : Manny
- Sean Blakemore : Officier Walters
- Lobo Sebastian : Jimmy Espinosa
- Mark Kelly : Leonard
- Bryan Hanna : Jake
- Rocco Passafaro : Freddie
- Miles Platt : Edward